# Killian Taofifénua
Pour les articles homonymes, voir Taofifénua.
Pas d'image ? Cliquez ici

a Compétitions nationales et continentales officielles uniquement.

Dernière mise à jour le 22 mai 2023.
Killian Taofifénua, né le 20 juillet 2000 à Grenoble, est un joueur français de rugby à XV évoluant au poste de talonneur ou pilier gauche.
Il est le fils de Willy, qui a joué avec le FC Grenoble, et le frère de Romain et Sébastien, internationaux français de rugby à XV.

## Biographie
Killian Taofifénua commence le rugby à l'école de rugby à l'USA Limoges avant d'intégrer l'USA Perpignan et de faire ses débuts avec l'équipe professionnelle en 2020.  Il est vice champion de France espoirs en 2021. 
En juin 2022, le Biarritz olympique annonce sa signature pour deux saisons. Il est prêté au Stade niçois de novembre 2022 à janvier 2023.
En avril 2024, il prolonge son contrat au BO jusqu'en 2025.
En juillet 2025, il signe un contrat avec L'US Carcassonne.